# Impost progressiu
Un impost progressiu és un tipus d'impost que grava un percentatge més elevat del salari a les persones que tenen salaris més alts que a les persones que tenen salaris més modestos. Sol ser una quantitat més modesta als salaris més baixos i una superior als més elevats. Es tracta del tipus d'impost que recapta més diners en total. El més típic és l'impost sobre la renda.
Divideix els salaris en seccions o rangs, anomenats trams, i assignar un percentatge diferent a cada un. (Un exemple seria, un 1% pels que guanyen menys de 500 € mensuals; un 10% pels que guanyen entre 500 € i 2000 €, un 25% pels que guanyen entre 2000 € i 5000 € i un 60% per qui guanya més de 5000 €.) Els límits i la quantitat d'aquests trams, així com el percentatge assignat a cadascun és una decisió política molt important.
Alguns països tenen trams (els inferiors) als quals no cal pagar impostos, o fins i tot amb impostos negatius, és a dir, que la persona rep una certa quantitat.
Alguns països tenen en compte només el salari oficial (sense comptar diferents bonus, premis, plusos, etc. dels brokers), altres comptes també els ingressos en forma de bonus i altres compten també les propietats (per exemple, a Espanya la duquessa d'Alba, que tenia més diners en propietats que la reina d'Anglaterra, com que no cobrava cap salari estava al tram dels «pobres», en un Estat on si comptessin els diners que tenia hauria estat segurament al tram dels «rics»«»).